# Paratopula ceylonica
Paratopula ceylonica är en myrart som först beskrevs av Carlo Emery 1901.  Paratopula ceylonica ingår i släktet Paratopula och familjen myror. Inga underarter finns listade i Catalogue of Life.